# Жиль де Губервіль
Жиль Піко де Губервіль (фр. Gilles Picot, sieur de Gouberville; 1521—1578) — французький літератор, винахідник кальвадосу.
Походить з дрібної, але старовинної нормандської шляхти. З 1543 року обіймав посаду «лейтенанта водойм і лісів» у віконтстві Валонь. Наступного року успадкував владу над Губервілем і Ле-Меніль-о-Валь.
Відомий як автор щоденника, з якого збереглися записи 1549-1562 років, оригінал якого був знайдений у замку Сен-П'єр-Егліз абатом Олександром Толлемером. Цей твір (перевиданий у трьох томах у 2021 році) є свідченням життя сільської шляхти Нормандії у XVI сторіччі.
У записі від 28 березня 1553 року Жіль дер Губервіль згадав технологію дистиляції сидру для отримання міцного алкогольного напою, нині відомого під назвою кальвадос. Саме тому його вважають винахідником кальвадосу.
Похований у церкві Ле-Меніль-о-Валь.